# معتقدات الأرض المسطحة الحديثة
معتقدات الأرض المسطحة الحديثة يروج لها من قبل المنظمات والأفراد الذين يدّعون أن الأرض مسطحة وينكرون كروية الأرض المجمع عليها علميًا منذ أكثر من ألفي عام. وتعد معتقدات الأرض المسطحة علمًا زائفًا؛ لا تستند نظرياتها وتأكيداتها على المعرفة العلمية. ويُصنف دعاة الأرض المسطحة من قبل خبراء في الفلسفة والفيزياء على أنهم منكرون للعلم.
تعود مجموعات الأرض المسطحة في العصر الحديث إلى منتصف القرن العشرين؛ بعض متبعيها جديون والبعض الآخر ليسوا كذلك. غالبًا ما يكون دافع الأتباع الجادين هو الدين أو نظريات المؤامرة. ومن خلال استخدام وسائل التواصل الاجتماعي، بدأ تبني نظريات الأرض المسطحة والترويج لها بشكل متزايد من قبل أفراد غير منتسبين إلى مجموعات أكبر. ويستفيد العديد من المؤمنين من وسائل التواصل الاجتماعي لنشر آرائهم.

22 صورة للأرض تم التقاطها من الفضاء عبر القمر الصناعي ديسكفر.

## القرن التاسع عشر وأوائل القرن العشرين
نشأ معتقد الأرض المسطحة الحديث مع الكاتب الإنجليزي صامويل روبوثام (1816-1884). استنادًا إلى الاستنتاجات المستمدة من تجربته انبساط الأرض في بدفورد عام 1838، نشر روبوثام كتيبًا عام 1849 بعنوان علم الفلك زيتيتيك، مكتوبًا تحت اسم مستعار «بارلاكس». وتوسع لاحقًا في هذا ليؤلف كتابه الأرض ليست كروية، مقترحًا أن الأرض عبارة عن قرص مسطح مركزه في القطب الشمالي ويحده على طول حافته الجنوبية جدار من الجليد هو القارة القطبية الجنوبية. وأكد روبوثام أن الشمس والقمر كانا على ارتفاع 3000 ميل (4800 كم) فوق الأرض وأن «الفضاء» كان بارتفاع 3100 ميل (5000 كم) فوق الأرض. ثم نشر كتيبًا بعنوان عدم اتساق علم الفلك الحديث ومعارضته للكتاب المقدس، والذي جادل فيه بأن «الكتاب المقدس، إلى جانب حواسنا، أيدا فكرة أن الأرض كانت مسطحة وثابتة، ولا ينبغي ترك هذه الحقيقة الأساسية جانبًا من أجل نظام قائم على التخمين البشري فقط». 
اكتسب روبوثام وأتباعه مثل ويليام كاربنتر اهتمام الناس من خلال الاستخدام الناجح للعلوم الزائفة في المناقشات العامة مع كبار العلماء مثل ألفرد راسل والاس. أنشأ روبوثام جمعية زيتيتيك في إنجلترا ونيويورك، وقد شحنت أكثر من ألف نسخة من كتاب علم الفلك زيتيتيك. كرر والاس تجربة انبساط الأرض في بدفورد في عام 1870، مصححًا انكسار الغلاف الجوي ومظهرًا كروية الأرض.
في عام 1877، قدم هامبدن كتاب دليل جديد لعلم الكون الإنجيلي. وكتب روبوثام أيضًا دراسات مزعومة لإظهار أن تأثيرات السفن التي تختفي في الأفق يمكن تفسيرها من خلال قوانين المنظور فيما يتعلق بالعين البشرية. وفي عام 1883، أسس جمعيات زيتيتيك في إنجلترا ونيويورك، والتي شحن إليها ألف نسخة من كتابه علم الفلك زيتيتيك.
بعد وفاة روبوثام، أنشأت الليدي إليزابيث بلونت جمعية زيتيتيك العالمية في عام 1893، والتي كان هدفها «نشر المعرفة المتعلقة بنشأة الكون الطبيعية تأكيدًا للكتب المقدسة، بناءً على بحث علمي عملي». نشرت الجمعية مجلة ذا إيرث نت إيه غلوب ريفيو، والتي بيعت ببنسين، وظلت نشطة حتى أوائل القرن العشرين. ونشرت مجلة الأرض المسطحة، إيرث: مجلة شهرية عن العقل والعلم، بين عامي 1901 و1904، حررتها ليدي بلونت. ورأت أن الكتاب المقدس هو السلطة التي لا جدال فيها في العالم الطبيعي وجادلت بأنه لا يمكن للمرء أن يكون مسيحيًا ويعتقد أن الأرض كروية. وكان من بين الأعضاء المعروفين إي دبليو بولينجر من جمعية الكتاب المقدس الثالوثي، وإدوارد هوتون، كبير الوسطاء في العلوم الطبيعية في كلية الثالوث في دبلن ورئيس الأساقفة. كررت تجارب روبوثام، وولدت بعض التجارب المضادة، لكن الاهتمام بها تراجع بعد الحرب العالمية الأولى. وأدت الحركة إلى ظهور العديد من الكتب التي جادلت من أجل الأرض المسطحة والثابتة، بما في ذلك كتاب تيرا فيرما من تأليف ديفيد واردلو سكوت.
ويتضمن دعاة الأرض المسطحة المؤثرون الأشخاص التاليين:
- ويليام كاربنتر، من غرينتش، كان يعمل في الطباعة، ومن مؤيدي روبوثام. نشر كاربنتر كتابه علم الفلك النظري المجرب والمكشوف - إثبات أن الأرض ليست كروية في ثمانية أجزاء من عام 1864 تحت اسم الحس السليم. وقد هاجر لاحقًا إلى بالتيمور، حيث نشر مئة دليل على أن الأرض ليست كروية في عام 1885. وكتب: «هناك أنهار تتدفق لمئات الأميال باتجاه مستوى البحر دون أن تنحدر أكثر من بضعة أقدام - ولا سيما النيل الذي يجري بطول ألف ميل إلا قدمًا. إن هذا الامتداد المستوي بهذا المدى يتعارض تمامًا مع فكرة تحدب الأرض. وبالتالي، فهو دليل معقول على أن الأرض ليست كروية»، وكذلك: «إذا كانت الأرض عبارة عن كرة أرضية، فسيكون نموذج الكرة الأرضية الصغير هو الأفضل - لأن الأصدق - الشيء الذي يجب أن يأخذه الملاح في البحر معه. ولكن هذا الشيء غير معروف: مع لعبة كهذه لتكون المرشد، سيحطم الملاح سفينته، بالتأكيد! وهذا دليل على أن الأرض لا كروية».[12]
- جون غاسبر، العبد الأمريكي الذي تحول إلى داعية غزير الإنتاج، وصديق لكاربنتر، ردد مشاعر صديقه في أكثر مواعظه شهرة «الشمس تتحرك»، التي ألقى بها أكثر من 250 مرة، ودائمًا عن طريق الدعوة. في تقرير مكتوب لخطبته، نُشر في ذا ريتشموند ويغ بتاريخ 19 مارس 1878، يقول غاسبر إنه كان يستشهد كثيرًا بالآية «رأيت أربعة ملائكة يقفون على أركان الأرض الأربعة» وتابعها بالقول: «لذلك نحن نعيش على أرض ذات أربع زوايا؛ يا أصدقائي، هل تخبرونني كيف باسم الإله يمكن أن تكون الأرض ذات الزوايا الأربع مستديرة!» وقال في نفس المقال: «إذا كانت الأرض مثل ما يقول الآخرون، الذين يحملون نظرية مختلفة، وهم أناس على الجانب الآخر، فسيكون هؤلاء الناس مضطرين للسير على الأرض وأقدامهم إلى أعلى مثل الذباب على سقف الغرفة».[13]
- في بروكبورت، نيويورك، في عام 1887، جادل إم سي فلاندرز في قضية الأرض المسطحة لمدة ثلاث ليالٍ ضد اثنين من السادة العلميين المدافعين عن الكروية. صوت خمسة من سكان المدن اختيروا كقضاة بالإجماع على أن الأرض مسطحة في النهاية. أعلن عن القضية في بروكبورت ديموكرات.[14]
- ألقى جوزيف دبليو هولدن من ولاية ماين، قاضي السلام السابق، محاضرات عديدة في نيو إنجلاند وألقى محاضرات حول نظرية الأرض المسطحة في المعرض العالمي الكولومبي في شيكاغو. امتدت شهرته إلى ولاية كارولاينا الشمالية، حيث سجلت صحيفة لاندمارك نصف الأسبوعية في ستيتسفيل عند وفاته في عام 1900: «نتمسك بالعقيدة القائلة بأن الأرض مسطحة بأنفسنا ونتأسف بشدة لمعرفة أن أحد أعضائنا قد مات».
- في عام 1898، خلال ملاحته الدورانية الفردية حول العالم، واجه جوشوا سلوكم مجموعة من أصحاب معتقد الأرض المسطحة في ديربان، جنوب إفريقيا. قدم ثلاثة من البوير، أحدهم رجل دين، لسلوكم كتيبًا حاولوا فيه إثبات أن العالم كان مسطحًا. قدم بول كروغر، رئيس جمهورية ترانسفال، نفس الرأي: «أنت لا تقصد حول العالم، إنه مستحيل! أنت تقصد في العالم. مستحيل!». [15]
- من عام 1915 حتى عام 1942، كان ويلبر غلين فوليفا، الذي تولى عام 1906 قيادة الكنيسة المسيحية الكاثوليكية، وهي طائفة خمسينية أسست مجتمعًا طوباويًا في زيون، إلينوي، من المبشرين بمذهب الأرض المسطحة. استخدم صورة لامتداد اثني عشر ميلًا (19 كم) من الخط الساحلي في بحيرة ويني باجو، ويسكونسن، التقط ثلاثة أقدام (91 سم) فوق خط الماء لإثبات وجهة نظره. عندما اختفت السفينة الهوائية إيتاليا في رحلة استكشافية إلى القطب الشمالي في عام 1928، حذر فولفيا الصحافة العالمية من أنها طارت فوق حافة العالم. وعرض جائزة قدرها 5000 دولار لإثبات أن الأرض ليست مسطحة، في ظل ظروف يقررها هو. وحظر تعليم كروية الأرض في مدارس زيون، ونقلت الرسالة عبر محطته الإذاعية دبليو سي بي دي.[16]
- إلى جانب أولئك الذين تبعوه، علّم فرانك شيري (توفي عام 1963)، مؤسس ديانة الإسرائيليون العبرانيون السود، وجود أرض مسطحة «محاطة بثلاث طبقات من السماء».

## تجدد النظرية في عصر الإنترنت

### التفسيرات السوسيولوجية للمعتقدات المضادة للواقع
في عصر الإنترنت، سهّل توفر تكنولوجيا الاتصالات ووسائل التواصل الاجتماعي مثل يوتيوب وفيسبوك وتويتر على الأفراد، سواء أكانوا مشهورين أم لا، نشر معلومات مضللة وجذب الآخرين إلى الأفكار الخاطئة. أحد الموضوعات التي ازدهرت في هذا المحيط هو موضوع الأرض المسطحة. لقد سهلت هذه المواقع على المنظرين ذوي التفكير المماثل التواصل مع بعضهم البعض وتعزيز معتقداتهم بصورة متبادلة. كان لوسائل التواصل الاجتماعي «تأثير التسوية»، إذ قلّ تأثير الخبراء في العقل العام مقارنة بالسابق.
واجه موقع يوتيوب انتقادات لسماحه بنشر المعلومات المضللة ونظريات المؤامرة عبر منصته. في عام 2019 ذكر موقع يوتيوب أنه أجرى تغييرات في برمجيته لتقليل توزيع مقاطع الفيديو المبينة على نظريات المؤامرة من بينها الأرض المسطحة.
في عام 2018 صدر الفيلم الوثائقي ما وراء المنحنى، والذي يتتبع مؤيدي الأرض المسطحة البارزين مارك سارجنت وباتريشيا ستير، بالإضافة إلى علماء الفيزياء الفلكية وعلماء النفس الذين يحاولون تفسير البدعة المتنامية. ألقى الدكتور جو بيير، أستاذ الطب النفسي في جامعة كاليفورنيا، باللوم على تأثير دانينغ كروجر (وهو اعتقاد الأشخاص أنهم خبراء على الرغم من معرفتهم القليلة)، وسوء فهم الملاحظة البسيطة، والممارسات العلمية الزائفة التي لا تنفصل عن الاستنتاجات غير الموثوق بها، والتحريف التدريجي للواقع الذي يبدأ بالاعتقاد بأن مصادر المعلومات التقليدية والحكومة لا يمكن الوثوق بها.
يتبنى مؤيدو الأرض المسطحة الحديثة عمومًا شكلًا من أشكال نظرية المؤامرة لضرورة شرح سبب تأكيد المؤسسات الكبرى مثل الحكومات، ووسائل الإعلام، والمدارس، والعلماء، وشركات الطيران أن العالم عبارة عن كرة. يميلون إلى عدم الثقة في الملاحظات التي لم يلاحظوها بأنفسهم، وغالبًا ما لا يثقون أو يختلفون مع بعضهم البعض. اعترفت باتريشيا ستير في ما وراء المنحنى بأنها لن تصدق أن حدثًا مثل تفجير ماراثون بوسطن كان حقيقيًا لو لم تبتر فيه ساقها. أعلن أتباع الأرض المسطحة في الفيلم الوثائقي الإيمان بنظريات المؤامرة حول اللقاحات، والكائنات المعدلة وراثيًا، والكيمتريل، و11 سبتمبر، والتحول الجنسي، وقال البعض إن الديناصورات والتطور مزيفين أيضًا، وأن مركزية الشمس هي شكل من أشكال عبادة الشمس.
أشار الخبراء العلميون في ما وراء المنحنى إلى الانحياز التأكيدي كطريقة للحفاظ على الاعتقاد المضاد، من خلال انتقاء الأدلة الداعمة فقط، ورفض أي دليل غير مؤكد واعتباره جزءًا من المؤامرة العالمية المزعومة.
يستشهد بعض المؤمنين بالأرض المسطحة، مثل المؤلفين زين غارسيا وإدوارد هندري، بالكتاب المقدس المسيحي كدليل. يحاول بعض منتقدي فكرة الأرض المسطحة المؤمنين بخلقية الأرض الفتية، مثل عالم الفلك داني آر. فولكنر، تفسير عبارة الأرض المسطحة في الكتاب المقدس.

في 3 مايو 2018 حلل ستيفن نوفيلا المعتقد الحديث في الأرض المسطحة، وخلص إلى أنه بغض النظر عن اعتقاد معظم الناس حول هذا الموضوع، فإن المؤمنين صادقون في اعتقادهم أن الأرض مسطحة، ولا «يقولون ذلك لإزعاجنا فقط». صرح أن:
في النهاية، هذا هو الخلل الأساسي الذي يعاني منه أصحاب الأرض المسطحة، والرفض الشعبوي الحديث للخبرة عمومًا. إنها نظرة تبسيطية مروعة للعالم تتجاهل (جزئيًا بدافع الجهل وجزئيًا من الاستدلال المدفوع) التعقيدات الحقيقية لحضارتنا (كذا). إنها أخيرًا فكرة كسولة وطفولية ومنغمسة في اللذات، مما يؤدي إلى مستوى عميق من الجهل يغرق في الاستدلال المدفوع.
حضر الناشط البريطاني المتشكك مايكل مارشال مؤتمر المملكة المتحدة السنوي للأرض المسطحة في المملكة المتحدة في 27-29 أبريل 2018 ولاحظ الخلاف بين المؤمنين بالأرض المسطحة حول العديد من وجهات النظر. بالنسبة إلى مارشال، كانت إحدى اللحظات الأكثر دلالة في المؤتمر هي اختبار «إدمان الأرض المسطحة» الذي استند إلى قائمة مرجعية مستخدمة لتحديد ما إذا كان شخص ما ينتمي إلى مجموعة اجتماعية ما، دون أن يدرك الحاضرين في المؤتمر إمكانية وجودهم في مجموعة اجتماعية.

### المعتقدات
استنادًا إلى المتحدثين في مؤتمر المملكة المتحدة للأرض المسطحة لعام 2018، يختلف المؤمنون بالأرض المسطحة اختلافًا كبيرًا في وجهات نظرهم. بينما يتفق معظمهم على أن الأرض على شكل قرص، فإن البعض مقتنع بأن الأرض على شكل ألماسة. من ناحية أخرى معظم المؤمنين لا يؤمنون بالفضاء الخارجي ولا يعتقد أي منهم أن البشر قد سافروا إلى هناك من قبل، لكنهم يختلفون بشكل كبير في وجهات نظرهم عن الكون.
حضر صانعو فلم ما وراء المنحنى مؤتمرًا آخر للأرض المسطحة اعتقد فيه عدد كبير من الناس أن الأرض مستوى لا نهائي، ومن المحتمل أن يكون بها المزيد من القارات خارج الجدار الجليدي الدائري المزعوم في القارة القطبية الجنوبية. يؤمن بعض أتباع الأرض المسطحة بالمؤامرة لدرجة أنهم يشتبهون في أن المؤمنين الآخرين بالأرض المسطحة هم أيضًا بطريقة ما جزء من المؤامرة العالمية ولا يمكن الوثوق بهم. في الفيلم الوثائقي، وجِه تحذير إلى الحاضرين في المؤتمر من مشاهدة مات بويلان الملقب ماث باورلاند، الذي نشر مقاطع فيديو تزعم أن الآخرين يعملون لصالح وكالة المخابرات المركزية أو وارنر برذرز.
يدعي أعضاء جمعية الأرض المسطحة وغيرهم من أتباعها أن وكالة ناسا والوكالات الحكومية الأخرى تتآمر لتلفيق دليل على كروية الأرض. وفقًا للنسخة الأكثر انتشارًا من نظرية الأرض المسطحة الحالية، فإن وكالة ناسا تحرس جدار القطب الجنوبي الجليدي الذي يحيط بالأرض. يجادل أصحاب الأرض المسطحة بأن وكالة ناسا تتلاعب وتفبرك صور أقمارها الصناعية، بناءً على الملاحظات التي تشير إلى أن لون المحيطات يتغير من صورة إلى أخرى وأن القارات تبدو في أماكن مختلفة. تحافظ ناسا على ديمومة الصورة للعموم من خلال ما يُعرف «بالتجزئة»، والتي بموجبها تنحصر معرفة الحقيقة بعدد محدد من الأفراد.

### الأنشطة الاجتماعية والتجريبية للمشككين والمؤمنين
أجرت المنظمات المتشككة في المعتقدات الهامشية أحيانًا اختبارات لإثبات الانحناء المحلي للأرض. واحدة من هذه الاختبارات، التي أجراها أعضاء من مجموعة التحقيقات المستقلة، في بحر سالتون في 10 يونيو 2018 وحضرها أيضًا مؤيدو الأرض المسطحة، وسجلت ناشونال غرافيك إكسبلورر المواجهة بين المجموعتين. أثبتت هذه التجربة بنجاح انحناء الأرض من خلال اختفاء الأهداف المختارة والتي هي القوارب والشاطئ.
تابع الفيلم الوثائقي ما وراء المنحنى لعام 2018 مجموعتين من المؤمنين الأمريكيين بالأرض المسطحة الذين حاولوا جمع دليل تجريبي مباشر على هذا الاعتقاد. استخدمت إحدى المجموعات من برنامج غلوب باسترز على موقع يوتيوب جيروسكوب ليزر حلقي في محاولة لإظهار أن الأرض لا تدور. وبدلًا من ذلك، اكتشفوا الدوران الفعلي للأرض بمقدار 15 درجة في الساعة، لكنهم رفضوا القياس باعتبار أن الجهاز تالف ويلتقط بطريقة ما دوران «القبة الزرقاء». استخدمت مجموعة أخرى أشعة الليزر في محاولة لإظهار أن امتداد الماء لمسافة عدة أميال مسطح تمامًا عن طريق قياس المسافة بين مستوى الماء وشعاع الليزر على طول ثلاثة أعمدة رأسية. لم يتمكنوا من محاذاة الحزمة كما توقعوا لأن سطح الماء الراكد كان في الواقع منحنيًا بعدة أقدام على المسافة المقاسة، ورُفضت التجربة باعتبارها غير حاسمة.